# 어니스트 스탈링
어니스트 헨리 스탈링(Ernest Henry Starling) CMG FRCP FRS (1866년 4월 17일 – 1927년 5월 2일)는 이 주제에 대한 많은 근본적인 아이디어를 공헌한 영국의 생리학자였다. 이러한 아이디어는 당시 세계를 주도했던 생리학에 대한 영국의 공헌의 중요한 부분이었다.
그는 최소한 네 가지 중요한 공헌을 했다: 1. 모세혈관에서 물은 정수압에 의해 벽의 구멍을 통해 밖으로 밀려나고 혈장 단백질의 삼투압(또는 콜로이드 삼투압)에 의해 안으로 들어간다. 이러한 반대 세력은 대략 균형을 이룬다. 이는 Starling의 원리로 알려져 있다. 2. 그의 처남인 윌리엄 베일리스(William Bayliss)와 함께 세크레틴이라는 호르몬을 발견하고 호르몬이라는 단어를 도입함. 3. Frank-Starling 법칙으로 알려진 펌프로서의 심장 활동 분석. 4. 신장의 작용에 대한 몇 가지 기본적인 관찰. 여기에는 항이뇨 호르몬인 바소프레신의 존재에 대한 증거가 포함된다. 그는 또한 20판에 걸쳐 출간된 최고의 생리학 교과서를 영어로 집필했다.

## 심장의 법칙
스탈링과 가장 흔히 관련된 생리학적 발견은 심장의 법칙이다.

## 같이 보기
- 프랑크-스탈링 법칙
- 스탈링 방정식
- 이름뒤 칭호